# Alan Arkin

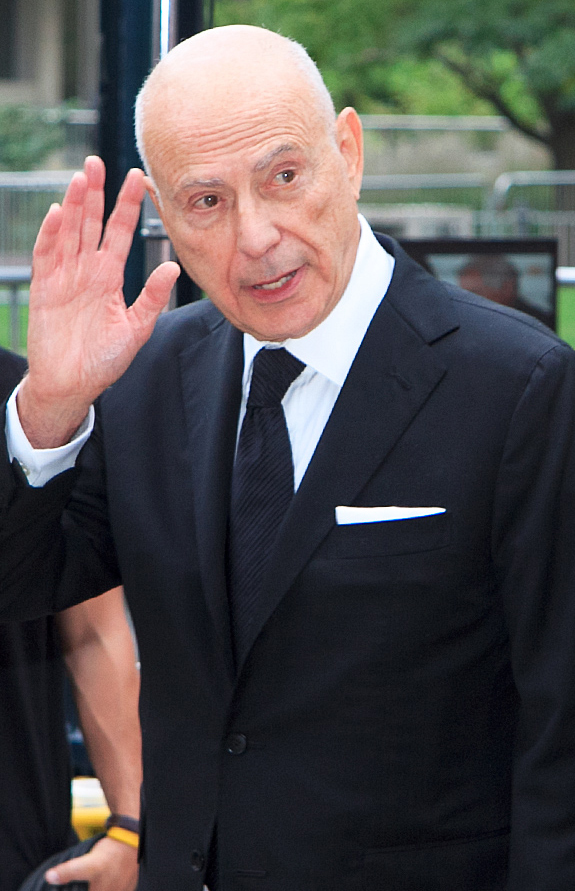
Alan Arkin auf dem Toronto International Film Festival, 2012

Alan Wolf Arkin (* 26. März 1934 in New York City, New York; † 29. Juni 2023 in Carlsbad, Kalifornien) war ein US-amerikanischer Schauspieler, Sänger, Regisseur und Kinderbuchautor. Für seine Darstellung des Edwin Hoover im Roadmovie Little Miss Sunshine wurde er 2007 mit dem Oscar als bester Nebendarsteller ausgezeichnet.

## Leben und Werdegang
Alan Arkin war Sohn des Songwriters, Autors und Lehrers David I. Arkin. Noch in seiner Schulzeit schloss sich Arkin der Band The Tarriers an und wollte als Folksänger Karriere machen. Als die Band 1956 mit einer ersten Version des Banana Boat Song eine Erfolgssingle in den US-amerikanischen Charts hatte, ging er vom College ab, um mit der Band auf Tour zu gehen. Trotz einer erfolgreichen Europa-Tournee verließ Arkin die Band. Ein Freund hatte ihn eingeladen, sich der Chicagoer Theatergruppe Second City anzuschließen.
Anfang der 1960er Jahre zog Arkin nach New York und trat am Broadway auf. Bereits 1963 erhielt er seinen ersten Tony Award als bester Nebendarsteller in der Komödie Enter Laughing. Die von Mike Nichols inszenierte Komödie Luv fand regen Zuspruch und machte den Regisseur Norman Jewison auf ihn aufmerksam. So bekam Arkin 1966 seine erste Rolle in einem Hollywood-Film. In Jewisons Kriegsfarce Die Russen kommen! Die Russen kommen! spielte er einen sowjetischen U-Boot-Offizier; dafür erhielt er jeweils eine Nominierung für den Oscar als bester Hauptdarsteller und für den BAFTA Award als bester Newcomer.
Arkin blieb jedoch dem Theater treu und führte noch im selben Jahr bei einer kurzlebigen Produktion von Hail Scrawdyke! erstmals Regie. 1967 wechselte er wieder zum Film und übernahm in dem Thriller Warte, bis es dunkel ist an der Seite von Audrey Hepburn die Rolle des Bösewichts. In den folgenden Jahren konzentrierte er sich auf seine Filmkarriere. Für seine Darstellung eines Taubstummen in dem Filmdrama Das Herz ist ein einsamer Jäger erhielt er seine zweite Oscar-Nominierung als bester Hauptdarsteller. 1970 übernahm er in Mike Nichols’ Verfilmung des Romans Catch-22 von Joseph Heller die Hauptrolle als Hauptmann Yossarian der US-Luftwaffe; der Kinoerfolg Catch-22 – Der böse Trick machte Alan Arkin endgültig weltweit bekannt. In den nachfolgenden Jahren spielte er weitere Hauptrollen in Hollywood.
1971 führte Arkin Regie bei Kleine Mörder, der Kinoadaption des Theaterstücks Kleine Morde von Jules Feiffer.  Mitte der 1970er Jahre kehrte er als Regisseur an den Broadway zurück und übernahm kaum noch Filmrollen. 1981 spielte er die Hauptrolle in dem von seinem Sohn Adam Arkin geschriebenen Fernsehfilm Papa haut auf den Putz. 1987 war er ebenfalls im Fernsehen in der historischen Hauptrolle des Leon Feldhendler in dem Holocaust-Drama Flucht aus Sobibor zu sehen. In den 1990er Jahren machte er vor allem durch Auftritte als Charakterdarsteller in Filmen wie Edward mit den Scherenhänden, Glengarry Glen Ross, Vier Tage im September und der Neuverfilmung von Jakob der Lügner (1999) auf sich aufmerksam.
Bei der Oscarverleihung 2007 wurde Arkin für den Film Little Miss Sunshine mit dem Oscar als bester Nebendarsteller ausgezeichnet, worin er die Rolle des unkonventionellen Großvaters Edwin Hoover spielt. Im darauffolgenden Jahr trat er in der Komödie Get Smart als Geheimdienstchef auf. Eine weitere Nominierung für den Oscar erhielt er 2013 für den Film Argo, in dem er eine Nebenrolle als Filmproduzent Lester Siegel bekleidete. In den Jahren 2015 und 2016 sprach er in vier Folgen der Zeichentrickserie BoJack Horseman den Schriftsteller J. D. Salinger. Seine letzte größere Rolle hatte Arkin ab 2018 in der Netflix-Comedyserie The Kominsky Method. Hierfür erhielt er seine beiden letzten Nominierungen für den Emmy Award, einen Preis, den er trotz insgesamt sechs Nominierungen im Lebensverlauf nie erringen konnte. Arkin verließ die Serie vor dem Dreh der 2021 veröffentlichten dritten Staffel aus Alters- und Gesundheitsgründen. Zuletzt sprach er in dem 2022 veröffentlichten Animationsfilm Minions – Auf der Suche nach dem Mini-Boss die Figur des Knöchelknackers. Arkins Schaffen umfasst mehr als 100 Film- und Fernsehproduktionen.
1972 veröffentlichte Arkin sein erstes Kinderbuch unter dem Titel Tony’s Hard Work Day; in den Jahrzehnten darauf folgten weitere Publikationen. 2004 erschien das erste ins Deutsche übersetzte Buch von ihm, Cassie liebt Beethoven. Seine drei anderen Kinderbücher sind bislang nur in der englischen Originalausgabe erhältlich.
2019 wurde er mit einem Stern auf dem Walk of Fame verewigt, Gastredner war Steve Carell.
Arkin hatte lange Zeit keinen festen deutschen Sprecher, wurde aber laut Deutscher Synchronkartei in seinen wichtigsten Filmen bis in die 90er Jahre vor allem von Rolf Schult (5×, u. a. in Catch-22 – Der böse Trick und Kleine Mörder), Wolfgang Draeger (4×, u. a in Die andere Seite der Hölle und der zweiten Synchronisation von Sobibor), Herbert Stass (3×, u. a in Die Russen kommen! Die Russen kommen! und Inspektor Clouseau), Christian Brückner (3×, u. a in Siebenmal lockt das Weib und Gattaca) sowie Claus Jurichs (2×, u. a in Kein Koks für Sherlock Holmes) gesprochen. Seit 1998 war Jan Spitzer Arkins Stammsprecher.

## Privatleben
Arkin war dreimal verheiratet, seine ersten beiden Ehen wurden geschieden, zuletzt war er von 1996 bis zu seinem Tod mit Jeremy Yaffe Suzanne Newlander verheiratet. Seine Söhne Adam, Anthony und Matthew sind ebenfalls Schauspieler. Am 29. Juni 2023 starb Arkin im Alter von 89 Jahren in Kalifornien.

## Filmografie (Auswahl)
- 1963: That’s Me (Kurzfilm)
- 1966: Die Russen kommen! Die Russen kommen! (The Russians Are Coming, the Russians Are Coming)
- 1967: Siebenmal lockt das Weib (Woman Times Seven)
- 1967: Warte, bis es dunkel ist (Wait Until Dark)
- 1968: Inspektor Clouseau (Inspector Clouseau)
- 1968: Das Herz ist ein einsamer Jäger (The Heart Is a Lonely Hunter)
- 1969: Popi
- 1969: People Soup (Kurzfilm)
- 1970: Catch-22 – Der böse Trick (Catch-22)
- 1971: Kleine Mörder (Little Murders, auch Regie)
- 1972: Der Letzte der feurigen Liebhaber (The Last of the Red Hot Lovers)
- 1974: Der Superschnüffler (Freebie and the Bean)
- 1975: Ins Herz des wilden Westens (Hearts of the West)
- 1975: Rafferty und die wilden Mädchen (Rafferty and the Gold Dust Twins)
- 1976: Kein Koks für Sherlock Holmes (The Seven-per-cent Solution)
- 1976: Es brennt an allen Ecken (Fire Sale)
- 1977: Die andere Seite der Hölle (The Other Side of Hell)
- 1979: Der Magier (The Magician of Lublin)
- 1979: Zwei in Teufels Küche (The In-Laws, auch ausführender Produzent)
- 1980: Simon der Außerirdische (Simon)
- 1981: Papa haut auf den Putz (Improper Channels)
- 1981: Crazy Street Life (Chu Chu and the Philly Flash)
- 1982: Das letzte Einhorn (The Last Unicorn, Stimme)
- 1983: Return of Captain Invincible oder Wer fürchtet sich vor Amerika? (The Return of Captain Invincible)
- 1985: Pauline und Joshua – Zum Teufel mit … (Joshua Then and Now)
- 1985: Die Weißkittel – Dümmer als der Arzt erlaubt (Bad Medicine)
- 1986: Sterben … und leben lassen (Big Trouble)
- 1986: Tödliches Geschäft (A Deadly Business)
- 1987: Flucht aus Sobibor (Escape from Sobibor)
- 1990: Havanna
- 1990: Edward mit den Scherenhänden (Edward Scissorhands)
- 1990: Wild Boys – Der Sommer ihres Lebens (Coup de ville)
- 1991: Rocketeer (The Rocketeer)
- 1992: Glengarry Glen Ross
- 1993: Indian Summer – Eine wilde Woche unter Freunden (Indian Summer)
- 1993: Cooperstown – Auf den Straßen der Erinnerung (Cooperstown)
- 1993: Taking the Heat
- 1993: Liebling, hältst Du mal die Axt? (So I Married an Axe Murderer)
- 1994: North
- 1994: Doomsday Gun – Die Waffe des Satans (Doomsday Gun)
- 1995: Different Minds (Steal Big Steal Little)
- 1995: Die Jerky Boys (The Jerky Boys)
- 1996: Schatten der Schuld (Mother Night)
- 1997: Ein Mann – ein Mord (Grosse Pointe Blank)
- 1997: Vier Tage im September (O que é isso, Companheiro?)
- 1997: Gattaca
- 1998: Hauptsache Beverly Hills (Slums of Beverly Hills)
- 1999: Jakob der Lügner (Jakob the Liar)
- 2001: America’s Sweethearts
- 2001: Varian’s War – Ein vergessener Held (Varian’s War)
- 2003: Pancho Villa – Mexican Outlaw (And Starring Pancho Villa as Himself)
- 2003: Die Pentagon Papiere (The Pentagon Papers)
- 2004: Noel
- 2006: Santa Clause 3 – Eine frostige Bescherung (The Santa Clause 3: The Escape Clause)
- 2006: Firewall
- 2006: Little Miss Sunshine
- 2007: Bee Movie – Das Honigkomplott (Bee Movie, Stimme)
- 2007: Machtlos (Rendition)
- 2008: Sunshine Cleaning
- 2008: Get Smart
- 2009: Meet the Rizzos (City Island)
- 2009: Marley & Ich (Marley & Me)
- 2009: Pippa Lee (The Private Lives of Pippa Lee)
- 2011: Wie ausgewechselt (The Change-Up)
- 2011: Die Muppets (The Muppets)
- 2011: Thin Ice
- 2012: Argo
- 2012: Stand Up Guys
- 2013: Der unglaubliche Burt Wonderstone (The Incredible Burt Wonderstone)
- 2013: Zwei vom alten Schlag (Grudge Match)
- 2014: Million Dollar Arm
- 2015: Alle Jahre wieder – Weihnachten mit den Coopers (Love the Coopers)
- 2015–2016: BoJack Horseman (Animationsserie, 4 Folgen, Stimme)
- 2017: Abgang mit Stil (Going in Style)
- 2018–2019: The Kominsky Method (Fernsehserie)
- 2019: Dumbo
- 2020: Spenser Confidential
- 2022: Minions – Auf der Suche nach dem Mini-Boss (Minions: The Rise of Gru, Stimme)